# Casa pairal al carrer de Sant Pere, 8 (Salàs de Pallars)
La Casa pairal al carrer de Sant Pere, 8 és una obra gòtica de Salàs de Pallars (Pallars Jussà) inclosa a l'Inventari del Patrimoni Arquitectònic de Catalunya.

## Descripció
Antiga casa pairal de tres plantes d'alçada, cellers i golfes. És un edifici entre mitgeres amb parcel·la gòtica i façanes endins i enfora del recinte emmurallat. La porta és de dovelles de pedra amb escut.
La façana en voladís, sobre embigat de fusta, és una ampliació amb fusta i rajols arrebossats. Els murs són de carreus de pedra reblats.
La coberta de teula àrab sobresurt protegint les golfes obertes al carrer. Forma part de l'antiga vila medieval que conserva la tipologia del segle xv.

## Història
La inscripció de l'escut és: JHS / LVSA.